# Балада за орканата
Балада за орканата је југословенски телевизијски филм из 1970. године. Режирао га је Ацо Алексов а сценарио је написао Видое Видичевски.

## Улоге
| Глумац           | Улога |
| ---------------- | ----- |
| Љупка Џундева    |       |
| Стојан Гогов     |       |
| Тодор Николовски |       |
| Петре Прличко    |       |
| Ристо Шишков     |       |